# Odprto prvenstvo Avstralije 2012
Odprto prvenstvo Avstralije 2012 je stoti teniški turnir za Grand Slam, ki je potekal med 16. in 29. januarjem 2012 v Melbournu.

## Rezultati

### Moški posamično
Novak Đoković :  Rafael Nadal, 5–7, 6–4, 6–2, 6–7(5–7), 7–5

### Ženske posamično
Viktorija Azarenka :  Marija Šarapova, 6–3, 6–0

### Moške dvojice
Leander Paes /  Radek Štěpánek :  Bob Bryan /  Mike Bryan, 7–6(7–1), 6–2

### Ženske dvojice
Svetlana Kuznecova /  Vera Zvonarjova :  Sara Errani /  Roberta Vinci, 5–7, 6–4, 6–3

### Mešane dvojice
Bethanie Mattek-Sands /  Horia Tecău :  Jelena Vesnina /  Leander Paes, 6–3, 5–7, [10–3]